# Lapoblación (kommunhuvudort)
Lapoblación är en kommunhuvudort i Spanien.   Den ligger i provinsen Provincia de Navarra och regionen Navarra, i den norra delen av landet, 260 km norr om huvudstaden Madrid. Lapoblación ligger 969 meter över havet och antalet invånare är 170.
Terrängen runt Lapoblación är huvudsakligen kuperad. Lapoblación ligger uppe på en höjd. Runt Lapoblación är det ganska glesbefolkat, med 43 invånare per kvadratkilometer. Närmaste större samhälle är Logroño, 15,4 km söder om Lapoblación. Trakten runt Lapoblación består till största delen av jordbruksmark.